# Adesmia balsamica
Adesmia balsamica là một loài thực vật có hoa hiếm gặp thuộc họ Fabaceae. Nó thuộc phân họ Faboideae. A. balsamica là cây bụi nhỏ tỏa ra một mùi thơm phức. Loài này được tìm thấy tại một phần Nam Mỹ, một địa điểm ví dụ là Vườn quốc gia La Campana tại Chile.

## Hình ảnh

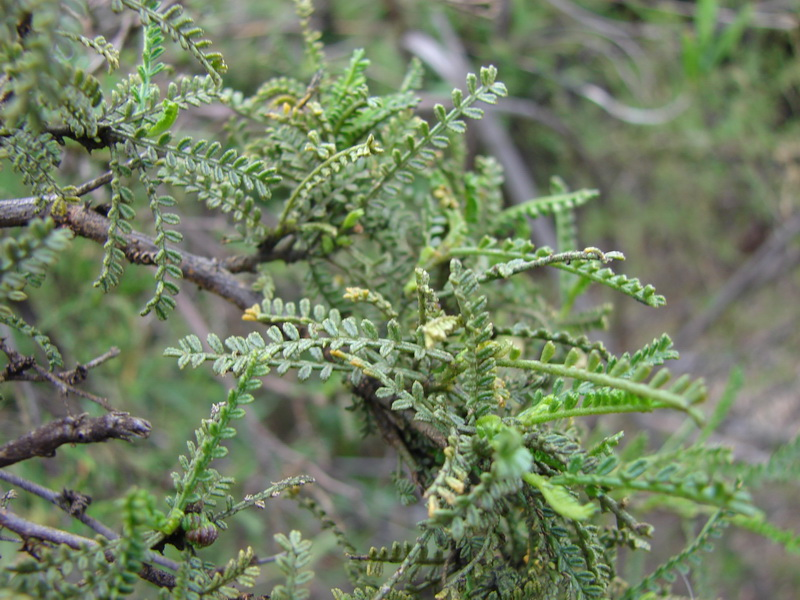
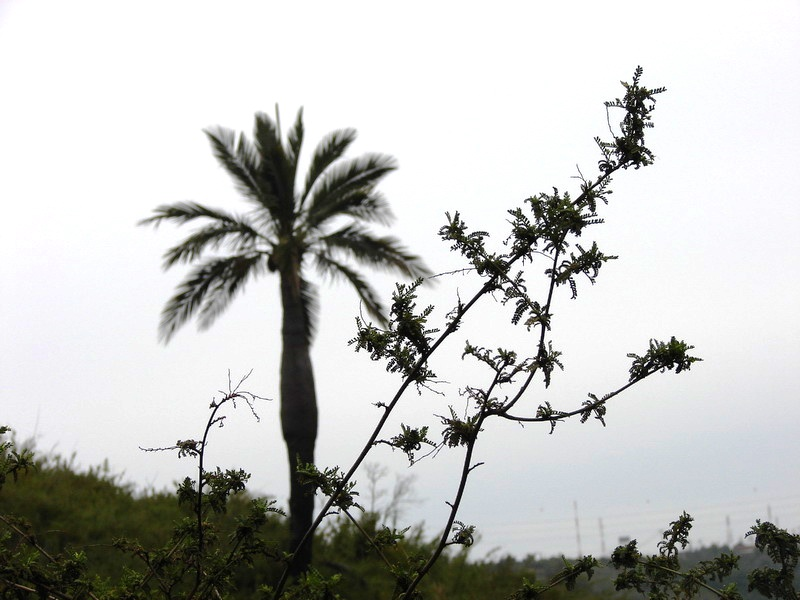

## Line notes
1. ↑  Ferdinand von Mueller. 1891
2. ↑  C. Michael Hogan. 2008